# Ар-сюр-Мёрт
Ар-сюр-Мёрт (фр. Art-sur-Meurthe) — коммуна во французском департаменте Мёрт и Мозель, региона Лотарингия. Относится к кантону Томблен. Пригород Нанси.

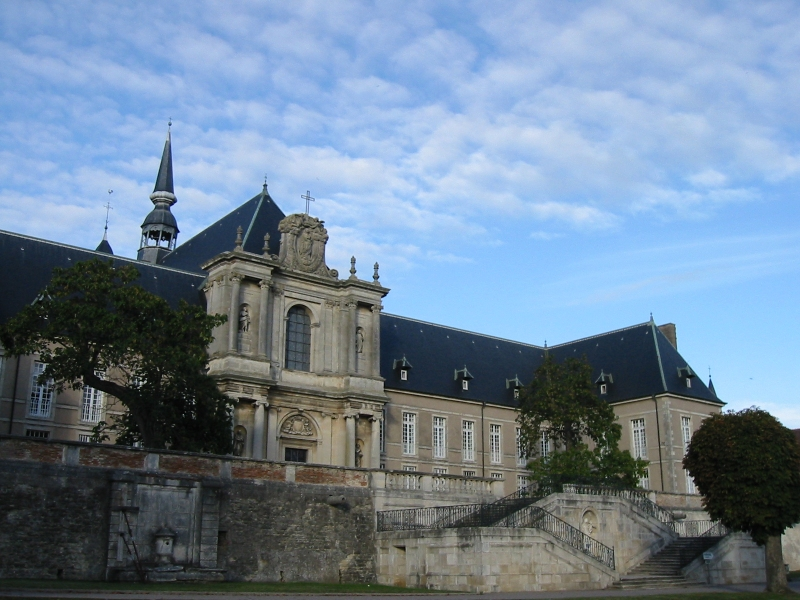
Монастырь картезианцев в Ар-сюр-Нанси.

## Демография
Население коммуны на 2010 год составляло 1292 человека.
| 1962 | 1968 | 1975 | 1982 | 1990 | 1999 | 2010 |
| ---- | ---- | ---- | ---- | ---- | ---- | ---- |
| 807  | 849  | 799  | 814  | 994  | 1109 | 1292 |

## Достопримечательности
- Монастырь картезианцев (Шартрёз-дё-Боссервиль, XVII век)
- Дом отца Жанны д’Арк
- Замок Ар-сюр-Нанси (XVIII век)